# Mossendorf
Mossendorf ist ein Ortsteil der Stadt Burglengenfeld im Oberpfälzer Landkreis Schwandorf. 

## Geografie
Das Dorf liegt in der Fränkischen Alb rechts im Tal der Naab, etwa zwei Kilometer südwestlich von Burglengenfeld und ist über die Kreisstraße SAD 7 zu erreichen.

## Geschichte
Das bayerische Urkataster zeigt Mossendorf in den 1810er Jahren mit zehn Herdstellen und der nördlich des Ortes gelegene Feldkapelle.

## Baudenkmäler
Siehe auch: Liste der Baudenkmäler in Mossendorf
- Feldkapelle